# Lokale Starrheit
In der Mathematik beschreibt das Konzept Lokale Starrheit die Nicht-Deformierbarkeit von Darstellungen von Gruppen.
Ein stärkerer Starrheitsbegriff ist die (globale) Mostow-Starrheit.

## Definition
Sei {\displaystyle \Gamma } eine Matrixgruppe, zum  Beispiel {\displaystyle G=GL(n,\mathbb {R} )} oder {\displaystyle G=GL(n,\mathbb {C} )}, {\displaystyle \Gamma \subset G} ein Gitter und {\displaystyle \rho _{0}\colon \Gamma \to G} die Inklusion.
Das Gitter {\displaystyle \Gamma \subset G} heißt lokal starr, wenn es eine Umgebung von {\displaystyle \rho _{0}} in der Darstellungsvarietät {\displaystyle Hom(\Gamma ,G)} gibt, so dass alle Darstellungen in dieser Umgebung zu {\displaystyle \rho } äquivalent (d. h. vermittels eines Elementes aus {\displaystyle G} konjugiert) sind.
Mit einem fest gewählten endlichen Erzeugendensystem {\displaystyle \Sigma } von {\displaystyle \Gamma } kann man lokale Starrheit wie folgt beschreiben: es gibt eine Umgebung {\displaystyle U} des neutralen Elements in {\displaystyle G}, so dass für jeden Homomorphismus {\displaystyle \rho \colon \Gamma \to G} mit
{\displaystyle \rho (\sigma )\in \sigma .U\ \ \forall \sigma \in \Sigma }
gilt: es gibt ein {\displaystyle g\in G} mit
{\displaystyle \rho (\gamma )=g\gamma g^{-1}\ \ \forall \gamma \in \Gamma }.

## Kriterien
Eine hinreichende Bedingung für lokale Starrheit einer Darstellung {\displaystyle \rho \colon \Gamma \to G} ist das Verschwinden der Kohomologiegruppe {\displaystyle H^{1}(\Gamma ,Ad\circ \rho )}, wobei {\displaystyle Ad} die adjungierte Darstellung von {\displaystyle G} bezeichnet.
Aus Weil-Starrheit folgt: eine halbeinfache Darstellung ist genau dann lokal starr, wenn {\displaystyle H^{1}(\Gamma ,Ad\circ \rho )=0} ist.

## Beispiele
Lokale Starrheit wurde bewiesen:
- für kokompakte Gitter in {\displaystyle SL(n,\mathbb {R} ),n\geq 3} von Selberg[1]
- für kokompakte Gitter in {\displaystyle PO(n,1)=Isom(H^{n}),n\geq 3} von Calabi[2]
- für kokompakte irreduzible Gitter in einer Lie-Gruppe nicht lokal isometrisch zu {\displaystyle SL(2,\mathbb {R} )} von Weil[3]
- für nicht-kokompakte Gitter in Lie-Gruppen vom {\displaystyle \mathbb {R} }-Rang 1 nicht lokal isometrisch zu {\displaystyle SL(2,\mathbb {R} )} oder {\displaystyle SL(2,\mathbb {C} )} von Garland und Raghunathan[4]
- für nicht-kokompakte irreduzible Gitter in halbeinfachen Lie-Gruppen vom {\displaystyle \mathbb {R} }-Rang  {\displaystyle \geq 2} als Konsequenz des Superstarrheitssatzes von Margulis.[5]

## Gegenbeispiele
Hyperbolische Dehn-Chirurgie: Wenn {\displaystyle M} eine nicht-kompakte hyperbolische 3-Mannigfaltigkeit endlichen Volumens ist, dann erhält man durch Dehn-Chirurgie unendlich viele geschlossene hyperbolische 3-Mannigfaltigkeiten {\displaystyle M_{p,q}}. Seien {\displaystyle \rho \colon \pi _{1}M\to PSL(2,\mathbb {C} )} und {\displaystyle \rho _{p,q}\colon \pi _{1}M_{p,q}\to PSL(2,\mathbb {C} )} die durch die hyperbolischen Strukturen gegebenen Darstellungen.
Die Darstellungen {\displaystyle \rho _{p,q}} können mit dem durch die Inklusion {\displaystyle M\to M_{p,q}} induzierten Homomorphismus {\displaystyle \pi _{1}M\to \pi _{1}M_{p,q}} verknüpft werden. Die so erhaltene Folge von Darstellungen {\displaystyle \pi _{1}M\to PSL(2,\mathbb {C} )} konvergiert für {\displaystyle p,q\to \infty } gegen {\displaystyle \rho }, ist aber nicht zu {\displaystyle \rho } äquivalent. Die Darstellung {\displaystyle \rho } ist also nicht lokal starr.